# شوک (مستند تلویزیونی)
مستند اجتماعی شوک در سال‌های اخیر در قسمت‌های مختلف به تهیه‌کنندگی فرشاد شکیبی و کارگردانی میلاد خالقی‌منش، شاهین صمدپور و بهراد صاحبقرانی اولین بار در خرداد ۱۳۹۰ از شبکه سه سیما پخش شد که به بررسی مسائل اجتماعی روز، معضلات و آسیبهای اجتماعی می‌پرداخت. برنامه مستند اجتماعی شوک بارویکرد بررسی آسیب‌های اجتماعی در حوزه‌های مختلف مرتبط با جوانان، با حضور تعدادی از شخصیت‌های معروف عرصه ورزش، سینما و تلویزیون ساخته شده است. این مستند با بررسی مصداق‌های عینی آسیب‌ها به تحلیل و بررسی آن‌ها می‌پرداخت.
| قسمت‌های مستند اجتماعی شوک       |
| ------------------------------- |
| مواد مخدر و شیشه                |
| جاده یک طرفه                    |
| من HIV مثبت هستم                |
| چاقی و لاغری - فست فود          |
| بازی با زندگی                   |
| آرزوی بازیگری، رؤیای اجرا       |
| اعتیاد                          |
| سوانح رانندگی                   |
| تب خوانندگی                     |
| مرگ خاموش                       |
| کیف قاپی و سرقت مسلحانه         |
| مقررات رانندگی - رانندگی ایرونی |
| تخلفات اینترنتی                 |
| زمین لرزه                       |
| تخریب منابع طبیعی               |
| مهریه و ازدواج                  |
| شرط‌بندی فوتبال                  |
| رمالی                           |
| سودای شهرت                      |
| سرعت و خطر                      |
| تخلیه هیجان                     |
| زمین خواری                      |
| غوغای مجازی                     |
| قاچاق حیوانات                   |